# Adelien Wijnerman
Adelien Hilda Wijnerman (Paramaribo, 3 juni 1965) is een Surinaams politicus en bestuurder. Ze maakte carrière op het ministerie van Financiën en was zelf minister van dit departement van 2011 tot 2013, en opnieuw sinds 2025.

## Biografie
Wijnerman was tijdens haar studie assistent in het vak econometrie aan het Instituut voor Maatschappij Wetenschappelijk Onderzoek (IMWO). Hierna vertrok ze naar het ministerie van Financiën, waar ze eerst stafmedewerkster was voor de Fiscaal Economische Afdeling, Directoraat Belastingen. Ze liep stage bij de douane in Nederland.
Na het vertrek van minister Wonnie Boedhoe, om persoonlijke redenen, werd Wijnerman op 14 juni 2011 benoemd tot minister van Financiën van Suriname. Medio 2013 stond haar functie ter discussie, maar bleef ze wel aan. Op 10 oktober 2013 bood ze echter op aandringen van president Desi Bouterse haar ontslag aan. Ze was afkomstig van de Nationale Ontwikkelingsbank en keerde daar ook weer naar terug.
Ze werd in 2015 administrateur-generaal bij het Bureau voor de Staatsschuld en bleef aan tot 2020. In 2022 werd zij de algemeen directeur van Parsasco N.V.
In 2025 werd ze wederom als minister benoemd in het kabinet-Simons.